# Chimarra gressitti
Chimarra gressitti là một loài Trichoptera trong họ Philopotamidae. Chúng phân bố ở miền Australasia.